# Jogos Desportivos Centro-Americanos
A Organização Desportiva da América Central (ORDECA) foi fundada em 1972, e é reconhecida tanto pela ODEPA e pelo COI. A entidade organiza normalmente a cada quatro anos os Jogos Desportivos Centro-Americanos, dos quais participam os seguintes países: Belize, Costa Rica, El Salvador, Guatemala, Honduras, Nicarágua e o Panamá.

## Edições
| Ano  | Edição | Sede                   | Sede        | Duração                       | Países | Esportes | Atletas |
| ---- | ------ | ---------------------- | ----------- | ----------------------------- | ------ | -------- | ------- |
| 1973 | I      | Guatemala              | Guatemala   | 24 de novembro 30 de novembro | 6      | 13       | 966     |
| 1973 | I      | Cidade da Guatemala    | Guatemala   | 24 de novembro 30 de novembro | 6      | 13       | 966     |
| 1977 | II     | El Salvador            | El Salvador | 25 de novembro 1 de novembro  | 5      |          | 1282    |
| 1977 | II     | San Salvador           | El Salvador | 25 de novembro 1 de novembro  | 5      |          | 1282    |
| 1986 | III    | Guatemala              | Guatemala   | 4 de janeiro 10 de janeiro    | 5      |          | 1320    |
| 1986 | III    | Cidade da Guatemala    | Guatemala   | 4 de janeiro 10 de janeiro    | 5      |          | 1320    |
| 1990 | IV     | Honduras               | Honduras    | 5 de janeiro 11 de janeiro    | 10     | 18       | 1216    |
| 1990 | IV     | Tegucigalpa            | Honduras    | 5 de janeiro 11 de janeiro    | 10     | 18       | 1216    |
| 1994 | V      | El Salvador            | El Salvador | 25 de novembro 1 de novembro  | 7      |          | 2112    |
| 1994 | V      | San Salvador           | El Salvador | 25 de novembro 1 de novembro  | 7      |          | 2112    |
| 1997 | VI     | Honduras               | Honduras    | 5 de dezembro 12 de dezembro  | 7      |          | 2290    |
| 1997 | VI     | San Pedro Sula         | Honduras    | 5 de dezembro 12 de dezembro  | 7      |          | 2290    |
| 2001 | VII    | Guatemala              | Guatemala   | 1 de dezembro 8 de dezembro   | 7      | 33       | 2255    |
| 2001 | VII    | Cidade da Guatemala    | Guatemala   | 1 de dezembro 8 de dezembro   | 7      | 33       | 2255    |
| 2006 | VIII   | Honduras               | Honduras    | 2 de março 14 de março        | 6      | 20       | 1095    |
| 2006 | VIII   | San Pedro Sula         | Honduras    | 2 de março 14 de março        | 6      | 20       | 1095    |
| 2010 | IX     | Panamá                 | Panamá      | 9 de abril 19 de abril        | 6      | 23       | 1739    |
| 2010 | IX     | Cidade do Panamá       | Panamá      | 9 de abril 19 de abril        | 6      | 23       | 1739    |
| 2013 | X      | Costa Rica             | Costa Rica  | 4 de março 17 de março        |        |          |         |
| 2013 | X      | San José da Costa Rica | Costa Rica  | 4 de março 17 de março        |        |          |         |
| 2017 | XI     | Nicarágua              | Nicarágua   | 1 de dezembro 17 de dezembro  |        |          |         |
| 2017 | XI     | Manágua                | Nicarágua   | 1 de dezembro 17 de dezembro  |        |          |         |
| 2021 | XII    | El Salvador            | El Salvador | 5 de dezembro 19 de dezembro  |        |          |         |
| 2021 | XII    | Santa Tecla            | El Salvador | 5 de dezembro 19 de dezembro  |        |          |         |